# Джетстар Ейша
„Джетстар Ейша“ (междунар. Jetstar Asia, регистрирана като Jetstar Asia Airways Pte Ltd) е сингапурска нискотарифна авиокомпания. Обслужва полети до Виетнам, Индонезия, Камбоджа, Малайзия, Мианмар, Тайван, Тайланд, Филипините, Хонконг и Япония.
Основана през 2004 г., тя е подразделение на „Джетстар Еъруейс“ (базирана в Австралия). Другото подразделение на същата компания е „Джетстар Джапан“. „Джетстар Еъруейс“ е нискотарифна дъщерна авиокомпания на австралийската „Кантас“. Използва предимно самолети „Еърбъс A320“.